# Stiftelsen för alkoholforskning
Stiftelsen för alkoholforskning (finska: Alkoholitutkimussäätiö) är en finländsk stiftelse som främjar och stödjer vetenskaplig forskning om alkoholbruk och alkohol som ett individuellt och samhälleligt problem. Även nykterhetsforskning och alkoholrelaterad drogforskning hör till stiftelsens verksamhetsområde. Den arbetar på tvärvetenskaplig grund inom samhälls- och beteendevetenskaperna, de biologiska vetenskaperna och medicinens olika områden, främst genom att bevilja forskningsstipendier.
Stiftelsen grundades 1950 och har sitt säte i Helsingfors. I början av sin verksamhet var stiftelsen med om att starta A-klinikverksamheten för missbrukare. På senare år har den strävat efter att öka användningen av kognitiv beteendeterapi inom missbrukarvården.